# Стефан Владислав I
Сте́фан Вла́дислав Не́манич (серб. Стефан Владислав Немањић; ок. 1198 — между 1264 и 1281) — сербский король из династии Неманичей, правивший в 1234—1243 годах, известный также как святой Владислав Сербский. Средний сын Стефана Первовенчанного, правившего Сербией в 1196—1228 годах. В 1234 году, опираясь на поддержку сербского дворянства, сверг своего брата Радослава (по другой версии, свергнутый Радослав сам предложил Владиславу стать его преемником). Во время правления Владислава его дядя, святой Савва Сербский, отправился в паломничество и умер по дороге домой в Болгарии. Владиславу удалось вернуть его останки на родину и похоронить их в монастыре Милешева, построенному по его приказу как место своего будущего погребения. Сербия в этот период была политически едина с Болгарией, так как Владислав женился на дочери Ивана II Асена Белославе. Владислав смог отстоять приморскую провинцию Захумье в борьбе с венгерскими крестоносцами. Вскоре после смерти Ивана II Асена на Балканы вторглись монголы и опустошили сербские земли, чем воспользовалась сербская знать и восстала против Владислава. В 1243 году он отрёкся от престола в пользу своего младшего брата Уроша. Скончался во второй половине XIII века, похоронен в монастыре Милешева.

## Биография

### Ранние годы
Стефан Владислав родился около 1198 года и был вторым сыном короля Стефана Первовенчанного и византийской принцессы Евдокии.
В 1227 году король Стефан Первовенчанный заболел и вскоре скончался, приняв перед смертью монашеский постриг. Его старший сын Радослав был увенчан королевской короной в монастыре Жича, приняв её из рук своего дяди, архиепископа Саввы. Младшие сыновья Стефана, Владислав и Урош, получили в правление уделы. Еще один его сын, Предислав, вскоре после этого был назначен епископом Захумья, приняв имя Саввы, и позднее стал архиепископом Сербии (1263—1270). Церковная власть и светская, таким образом, оказались в руках членов одной семьи.

### Восшествие на престол
Согласно биографу Святого Саввы монаху Феодосию, Радослав первоначально был хорошим правителем, но затем попал под влияние своей жены — дочери Феодора Комнина, эпирского деспота. Зависимость короля от его жены и тестя настроили против него сербское дворянство. Тем не менее, положение Радослава было весьма стабильным, пока Феодор Комнин сохранял свою власть. Однако в 1230 году он был разбит и пленен в битве при Клокотнице болгарским царем Иваном II Асенем, после чего позиции Радослава, вероятно, серьезно ослабли. В результате несколько влиятельных дворянских семей восстали против власти короля в 1233 году. Феодосий писал, что знать отказалась от поддержки Радослава и встали на сторону молодого Владислава. Радослав бежал из страны осенью того же года. Есть сведения о том, что он, пытаясь вернуть трон, пообещал наместнику Рагузы (Дубровника) торговые привилегии в обмен на поддержку. Узнав об этом, Владислав начал угрожать Рагузе и Радослав был вынужден обратиться за помощью к боснийскому бану Матею Нинославу, но потерпел неудачу и бежал к Мануилу Комнину в Диррахий, где также не получил ожидаемой помощи.
Архиепископ Савва попытался погасить конфликт. Его симпатии, скорее всего, были на стороне Радослава, так как он был законным правителем, однако, желая не допустить масштабной борьбы за трон, которая бы ослабила страну, он предпринял меры для коронования Владислава. Во многом благодаря усилиям Саввы Владислав женился на дочери могущественного болгарского царя Ивана II Асена. Вскоре после этого Савва отказался от сана в пользу своего ученика Арсения. С Саввой связался Радослав, пожелавший вернуться домой и заявивший о своем отказе от борьбы за трон. В результате, как писал Феодосий, чтобы защитить Радослава от Владислава, Савва постриг его в монахи под именем Йована.
Условия соглашения между Владиславом и Радославом, сопутствовавшего возвращению последнего в Сербию, доподлинно неизвестны, но по мнению историка Желько Файфрича, он больше не восставал против короля. Возможно, Владислав также дал ему в управление часть страны.

### Период царствования

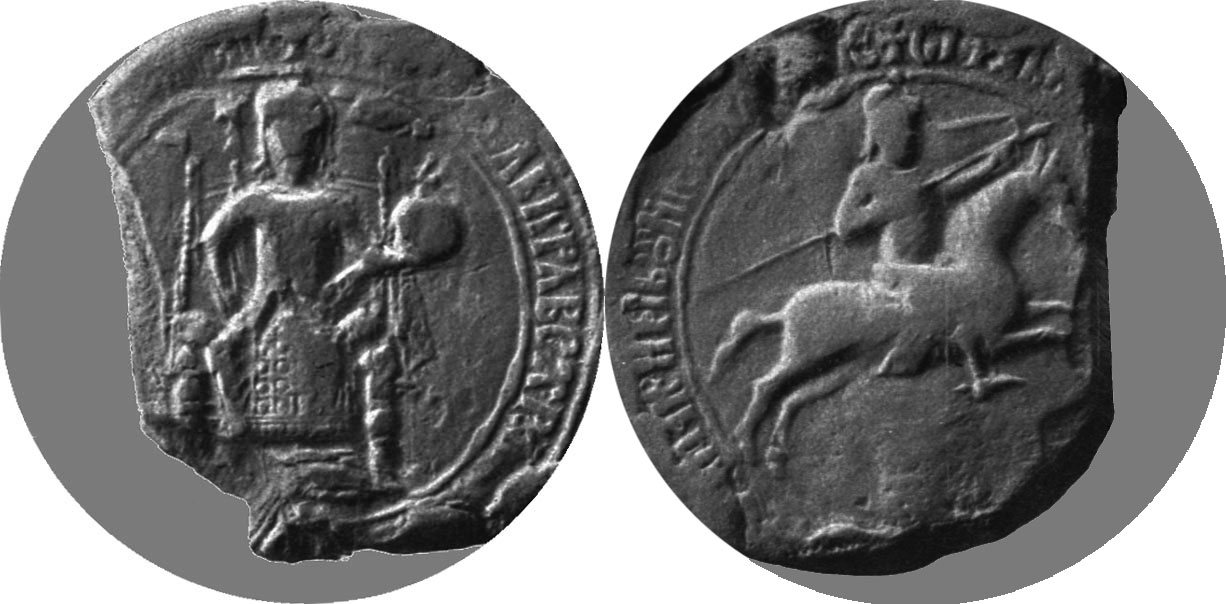
Печать короля Стефана Владислава

Стефан Владислав, фрагмент фрески в храме Успения Пресвятой Богородицы в монастыре Грачаница

Савва Неманич умер в 1236 году в Болгарии, направляясь домой из паломничества по Святой Земле, и с почетом был похоронен в Церкви Сорока Великомучеников в Тырново. В самой Сербии звучали обвинения в адрес нового короля, что он виновен в смерти Саввы и том, что того похоронили в Болгарии, а не на Родине. Владислав несколько раз просил болгарского царя вернуть мощи Саввы в Сербию, но, после постоянных отказов, был вынужден лично прибыть в Тырново для переговоров с Иван Асенем II, которые окончились для него успешно. Мощи Саввы были захоронены в построенном в 1234 году монастыре Милешева.
После этого Владислав смог заняться обустройством страны и укреплением ее внешнеполитических позиций. Первые шаги к этому были сделаны еще в 1235 году, когда был подписан договор о торговых привилегиях с Дубровником. Взамен дубровчане обязались не принимать у себя врагов короля и не допускать у себя организации враждебных Сербии действий. 
Владислав был тесно связан с болгарским царем, поддерживая с ним прочный союз. Некоторые историки предполагали, что он даже признал сюзеренитет Болгарии над Сербией. Таким образом, если при Радославе страна опиралась на Эпир, то Владислав обеспечил ей поддержку Болгарии, чей царь Иван Асен II в это время был наиболее могущественным правителем на Балканах.
Кроме того, Владислав был вынужден реагировать на возросшую активность Венгрии на Балканах. В 1232 году венгры отобрали у болгар Браничево и Белград. Между 1235 и 1241 венгерские крестоносцы провели военную кампанию против Боснии. Собственно Сербия не представляла особого интереса для крестоносцев, однако венгры начали угрожать Захумью — приморской территории, ранее бывшей княжеством. Часть его входила в состав Сербии. В 1237 году герцог Коломан атаковал Захумье, проведя свое войско через боснийские земли. Северная часть Захумья, где правил дальний родственник Владислава Тольен, пала быстро, под угрозой оказалась та его часть, что принадлежала Сербии. Владислав лично возглавил военный поход для защиты своих владений, достигнув реки Цетины без серьезных столкновений с отрядами Коломана. В 1240 году его войско стояло близ Дубровника, ожидая дальнейшего развития событий.

### Монгольское вторжение
После смерти Ивана II Асена у Владислава появилась сильная оппозиция в лице недовольной знати. Не исключено, что Владислав смог бы подавить сопротивление непокорных дворян, если бы не начавшееся монгольское вторжение. В период между 1206 и 1227 годами монголы захватили обширные территории в Азии, а к концу 1242 года покорили большую часть русских княжеств, опустошили польские и чешские земли, а также Венгерское королевство, куда входили территории современных Венгрии, Хорватии и Боснии и Герцеговины. Возвращаясь в Прикаспийские степи монголо-татары разорили Сербию и Болгарию. Хотя Сербия пребывала в руинах, она не понесла значительных людских потерь — население отступило в леса, где вторгшиеся отряды Батыя не стали преследовать их. Сербские города Каттаро, Дривасто и Свач были сожжены. Монгольское нашествие принесло разрушения, однако фатальным для Владислава стало не оно, а уже упомянутая смерть Ивана II Асена, оставившая его без прежней поддержки.

### Потеря трона и смерть
Недовольное болгарским влиянием дворянство перешло на сторону Уроша — младшего (сводного) брата Владислава. Весной 1243 года Владислав был вынужден отречься от престола в его пользу. Желько Файфрич предположил, что Урош сломил сопротивление брата довольно быстро и некоторое время удерживал его в заточении. Однако королева Белослава не смирилась с переворотом и укрепилась в Рагузе, откуда возглавляла оппозицию Урошу. Это подтверждается указом Уроша, датированным летом 1243 года, по которому жители Рагузы клялись в верности королю и обещали, что Белослава больше не станет предпринимать враждебных ему действий.
Династический кризис завершился быстро — братья вскоре смогли договориться. Урош проявил благородство к Владиславу и дал ему в управление Зету, а также разрешил пользоваться королевским титулом. О действительных причинах конфликта между братьями не сохранилось достоверных сведений. Желько Файфрич отмечал, что большинство историков утрату власти Владиславом связывают со смертью болгарского царя и вторжением монголов потому, что они произошли незадолго до передачи власти Урошу.
После 1243 года Владислав фактически выпадает из поля зрения сербских хронистов. Несколько упоминаний его в источниках подчеркивают, что он имел дружественные отношения с Урошем. Предположительно, он больше не пытался вернуться на сербский престол и утратил политические амбиции. Дети Владислава и их потомки не играли какой-либо роли в жизни Сербии и, практически, не упоминаются в источниках.
Владислав умер между 1264 и 1281 годами и был похоронен в монастыре Милешева.

## Семья
От брака с Белославой Болгарской, дочерью Ивана Асена II, Стефан Владислав имел троих детей:
- Стефан (ум. до 1281 в Эсфигмену).
- Деза (упоминается в источниках, датированных между 1281 и 1285 годами).
- дочь (имя не сохранилось), выданная за Джуру Качича, князя Омиша.

## Родословная
|  |                            |  |  |  |  |  |  |  |  |  |  |  |  |  |  |  |
|  | Завид                      |  |  |  |  |  |  |  |  |  |  |  |  |  |  |  |
|  |                            |  |  |  |  |  |  |  |  |  |  |  |  |  |  |  |
|  |                            |  |  |  |  |  |  |  |  |  |  |  |  |  |  |  |
|  | Стефан Неманя              |  |  |  |  |  |  |  |  |  |  |  |  |  |  |  |
|  |                            |  |  |  |  |  |  |  |  |  |  |  |  |  |  |  |
|  |                            |  |  |  |  |  |  |  |  |  |  |  |  |  |  |  |
|  | Стефан Первовенчанный      |  |  |  |  |  |  |  |  |  |  |  |  |  |  |  |
|  |                            |  |  |  |  |  |  |  |  |  |  |  |  |  |  |  |
|  |                            |  |  |  |  |  |  |  |  |  |  |  |  |  |  |  |
|  | Анастасия Сербская         |  |  |  |  |  |  |  |  |  |  |  |  |  |  |  |
|  |                            |  |  |  |  |  |  |  |  |  |  |  |  |  |  |  |
|  |                            |  |  |  |  |  |  |  |  |  |  |  |  |  |  |  |
|  | Стефан Владислав I         |  |  |  |  |  |  |  |  |  |  |  |  |  |  |  |
|  |                            |  |  |  |  |  |  |  |  |  |  |  |  |  |  |  |
|  |                            |  |  |  |  |  |  |  |  |  |  |  |  |  |  |  |
|  | Андроник Дука Ангел        |  |  |  |  |  |  |  |  |  |  |  |  |  |  |  |
|  |                            |  |  |  |  |  |  |  |  |  |  |  |  |  |  |  |
|  |                            |  |  |  |  |  |  |  |  |  |  |  |  |  |  |  |
|  | Феодора Комнина            |  |  |  |  |  |  |  |  |  |  |  |  |  |  |  |
|  |                            |  |  |  |  |  |  |  |  |  |  |  |  |  |  |  |
|  |                            |  |  |  |  |  |  |  |  |  |  |  |  |  |  |  |
|  | Алексей III                |  |  |  |  |  |  |  |  |  |  |  |  |  |  |  |
|  |                            |  |  |  |  |  |  |  |  |  |  |  |  |  |  |  |
|  |                            |  |  |  |  |  |  |  |  |  |  |  |  |  |  |  |
|  | Евфросинья Кастамонитисса  |  |  |  |  |  |  |  |  |  |  |  |  |  |  |  |
|  |                            |  |  |  |  |  |  |  |  |  |  |  |  |  |  |  |
|  |                            |  |  |  |  |  |  |  |  |  |  |  |  |  |  |  |
|  | Евдокия Ангелина Комнина   |  |  |  |  |  |  |  |  |  |  |  |  |  |  |  |
|  |                            |  |  |  |  |  |  |  |  |  |  |  |  |  |  |  |
|  |                            |  |  |  |  |  |  |  |  |  |  |  |  |  |  |  |
|  | Андроник Дука Каматир      |  |  |  |  |  |  |  |  |  |  |  |  |  |  |  |
|  |                            |  |  |  |  |  |  |  |  |  |  |  |  |  |  |  |
|  |                            |  |  |  |  |  |  |  |  |  |  |  |  |  |  |  |
|  | Евфросинья Дукиня Каматира |  |  |  |  |  |  |  |  |  |  |  |  |  |  |  |
|  |                            |  |  |  |  |  |  |  |  |  |  |  |  |  |  |  |
|  |                            |  |  |  |  |  |  |  |  |  |  |  |  |  |  |  |